# Грин, Питер Шоу
Питер Шоу Грин (англ. Peter Shaw Green, 11 сентября 1920 — 17 августа 2009) — британский ботаник.

## Биография
Питер Шоу Грин родился в графстве Кент 11 сентября 1920 года.
В 1946 году он женился на Уинифред Браун. Грин работал в Королевских ботанических садах Кью. Он был хранителем гербария, а также заместителем директора Королевских ботанических садах Кью с 1975 по 1982 год.
Питер Шоу Грин умер в 17 августа 2009 года в возрасте 88 лет.

## Научная деятельность
Питер Шоу Грин специализировался на папоротниковидных и на семенных растениях.

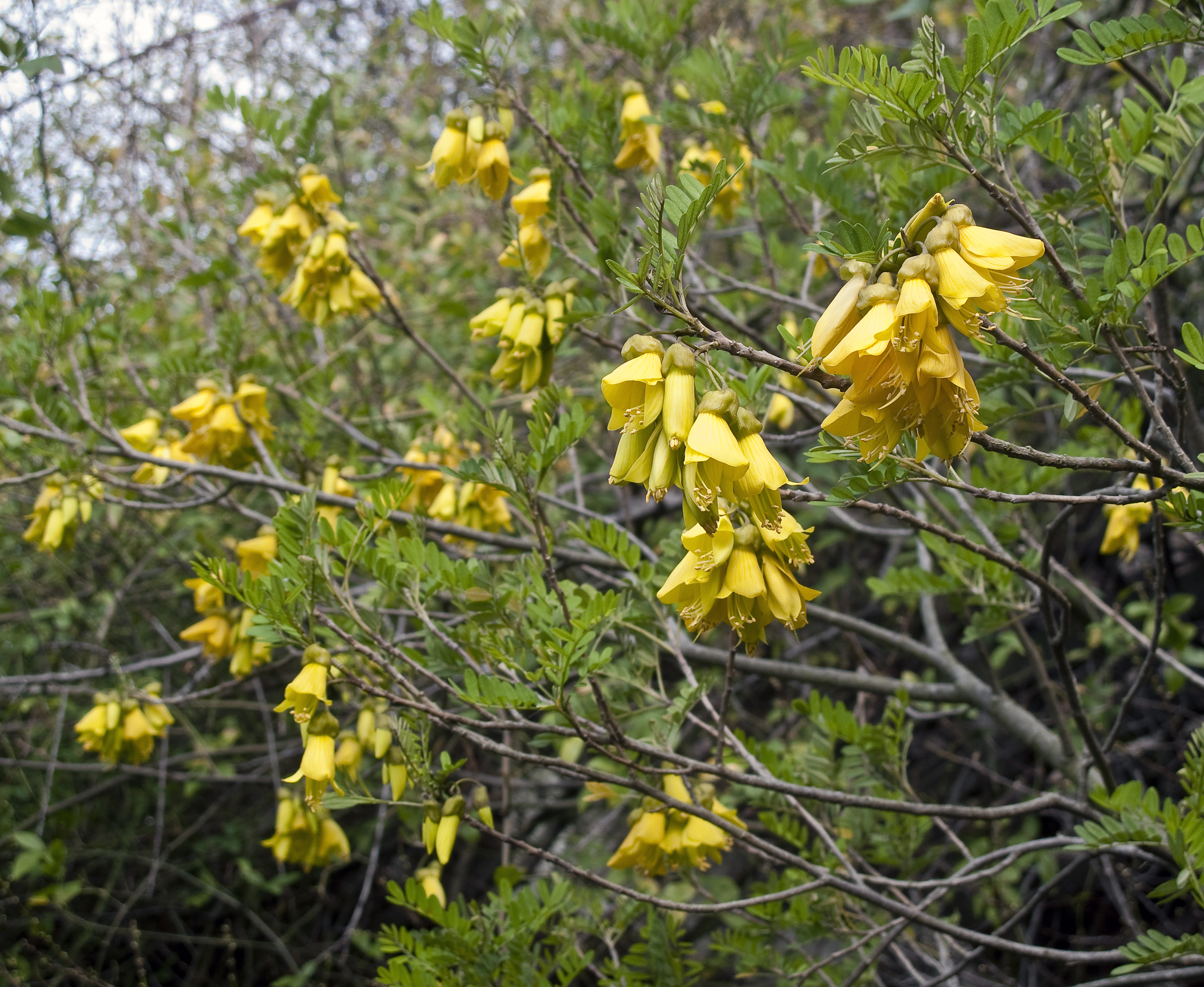
Sophora howinsula — один из видов, описанных П. Ш. Грином

## Некоторые публикации
- Green, P. Plants-Wild and Cultivated: A Conference on Horticulture and Field Botany. Ed. Botanical Society of the British Isles. ISBN 0-900848-66-9.
- Green, P; M Grierson. A Hawaiian Florilegium: Botanical Portraits from Paradise. ISBN 0-915809-20-6.
- Green, P; E Gotz, KU Kramer. Pteridophytes and Gymnosperms. ISBN 0-387-51794-4.
- Stearn, WT; J Shaw, P Shaw Green, B Mathew. 2002. The Genus Epimedium and Other Herbaceous Berberidaceae. Ed. Timber Press, 354 pp. ISBN 0-88192-543-8.
- 1973. Plants, Wild and Cultivated. 231 pp. ISBN 0-900848-66-9.